# Principis de l'art
Els principis de l'art són el conjunt de normes o directrius de l'art que han de ser considerats quan es considera l'impacte d'una obra d'art. Es combinen amb els elements de l'art en la producció d'art. Els principis són el moviment, la unitat, la varietat, equilibri, èmfasi, contrast, proporció, i el patró.
Accions, o, alternativament, la ruta de la mirada de l'espectador segueix al llarg d'una obra d'art. El moviment és causat per l'ús d'elements sota les normes dels principis a la foto per donar la sensació d'acció i per guiar els ulls de l'espectador en tota l'obra d'art.

## Unitat
La unitat o l'harmonia és la qualitat de la totalitat o unitat que s'aconsegueix mitjançant l'ús eficaç dels elements i principis de l'art. La disposició dels elements i principis per crear una sensació de plenitud.

## Varietat
La varietat (també coneguda com l'alternança) és la qualitat o estat de tenir diferents formes o tipus. Les diferències que donen un interès de disseny visual i conceptual: en particular l'ús de contrast, l'èmfasi, la diferència en la mida i color.

## Equilibri
L'equilibri és l'organització dels elements perquè res domina part d'un treball, o sembli més pesat que qualsevol altra part. Els tres tipus d'equilibri són simètriques, asimètriques i radials. Simètrica (o formal), l'equilibri és quan les dues parts d'una obra d'art, si es divideix per la meitat, sembla el mateix. El cos humà és un exemple d'equilibri simètric. L'equilibri asimètric és l'equilibri que no pesa igual en ambdós costats. Equilibri radial és igual en longitud des del centre. Un exemple és el sol, amb molt de color.

## Contrast
En una obra d'art mitjançant la combinació d'elements per crear interès. El contrast ens ajuda a diferenciar una forma d'una altra, és l'element de disseny més important partint del fet que sense el no es distingiria una cosa d'una altra. El contrast es pot donar per color, forma, textura, mida, etc. En tota obra d'art hi ha un fons i una figura, de manera que el contrast és el principal element de disseny.

## Proporció
La proporció és una mesura de la mida i la quantitat d'elements dins d'una composició. En les arts antigues, les proporcions de les formes van ser ampliades per mostrar la seva importància. Per això, els déus egipcis i les figures polítiques semblen molt més gran que la gent comú. Els antics grecs va arribar a la fama amb la seva precisió escultures de proporcions de la forma humana. Començant amb el Renaixement, els artistes reconeixen la connexió entre la proporció i la il·lusió tridimensional dels espais.

## patró/ritme
El patró i el ritme (també coneguda com la repetició) es mostra la coherència amb els colors o línies. Posar una espiral vermella a la part inferior esquerra i superior dreta, per exemple, farà que l'ull per passar d'una espiral, a l'altra, i tot en el medi. S'indica el moviment per la repetició d'elements. El ritme pot fer una obra d'art semblen actives.